# STS–60

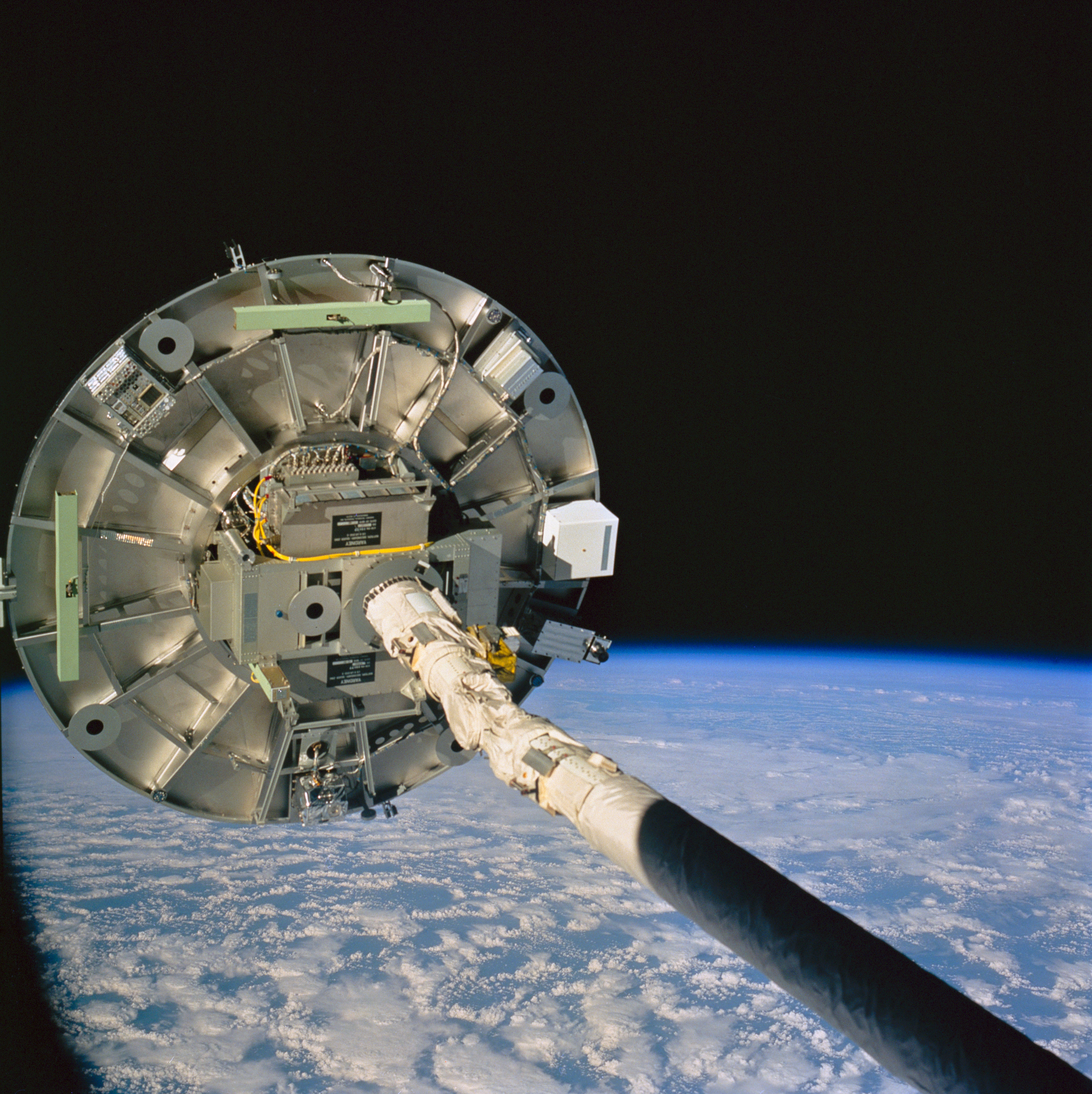
A WSF platform

Az STS–60 az amerikai űrrepülőgép-program 60., a Discovery űrrepülőgép 18. repülése.

## Küldetés
Az Amerikai Egyesült Államok és Oroszország együttműködése alapján egy új korszak kezdődött az emberi űrrepülés történetében. Szergej Konsztantyinovics Krikaljov az első orosz űrhajós, aki amerikai űrrepülőgép fedélzetén teljesíthetett szolgálatot. A Shuttle–Mir program első küldetése. A program részelemei:
1. 1995-1997 között több űrrepülőgép dokkolása a Mir űrállomással, ahol amerikai űrhajósok teljesíthetnek szolgálatot,
2. közös fejlesztés a Nemzetközi Űrállomás létrehozására,
3. nemzetközi partnerek bevonása az űrállomás bővítésébe, szolgáltatásának kiszélesítésére.

## Jellemzői
A beépített kanadai Canadarm (RMS) manipulátor kart 50 méter kinyúlást biztosított (műholdak indítás/elfogása, külső munkák [kutatás, szerelések], hővédőpajzs külső ellenőrzése) a műszaki szolgálat teljesítéséhez.

### Első nap
1994. február 3-án a szilárd hajtóanyagú gyorsítórakéták, Solid Rocket Booster(SRB) segítségével Floridából, a Cape Canaveral (KSC) Kennedy Űrközpontból, a LC39–A (LC–Launch Complex) jelű indítóállványról emelkedett a magasba. Az orbitális pályája 91,5 perces, 54,6 fokos hajlásszögű, elliptikus pálya perigeuma 348 kilométer, az apogeuma 351 kilométer volt. Felszálló tömeg indításkor 111 256 kilogramm, leszálló tömeg 97 448 kilogramm. Szállított hasznos teher 10 231 kilogramm
A járaton a szennyvíz rendszerből jégkristályok szabadultak ki, amit szerelő munkával meg kellett szüntetni.

## Hasznos teher
1. SpaceHab mikrogravitációs laboratóriumban orvosi és az új kemencével anyagtudományi kísérleteket végeztek. A legénység 12 órás váltásokban a gyógyszeripar részére alapanyag előállítást, biotechnológiai tevékenységet végeztek.
2. Wake Shield Facility (WSF) – a küldetés ötödik napján – harmadik (elektronikai csomag hibája miatt) próbálkozásra sikeresen beüzemelték a 3,7 méter átmérőjű tudományos platformot (zárt laboratórium), mely speciális anyagtudományi kísérletek elvégzésére szolgált. Eredeti tervek szerint a WSF szabadon repült volna az űrsikló mellett három napig, azonban a két sikertelen beüzemelési kísérlet miatt túl kevés idő maradt volna a platform elengedésére és újbóli befogására. Így a robotkarral csupán kiemelték és "eltartották" a WSF-et az űrrepülőgéptől, hogy minél kevésbé zavarja rezonancia a mikrogravitációs kísérlet végrehajtását. Egy éjszakán keresztül működve képes volt növekedni 2 gallium-arzenid (GaAs) vékony réteget.
3. Shuttle Amateur Radio Experiment (SAREX) – rádióamatőr kísérleteket végeztek több iskolával, a Föld számos rádióamatőrével. Az asztronauták sikeres élő, kétirányú hang- és képösszeköttetést létesítettek a Mir Űrállomással.
4. Get Away Special (GAS) – zárt tartályokban kereskedelmi jellegű kutatások, kísérletek végzése.

### Hetedik nap
1994. február 11-én a Kennedy Űrközponton (KSC), kiindul bázisán szállt le. Összesen 7 napot, 6 órát, 8 percet és 36 másodpercet töltött a világűrben. 5 535 667 kilométert (3 439 704 mérföldet) repült, 130 alkalommal kerülte meg a Földet.

## Személyzet
(zárójelben a repülések száma az STS–60 küldetéssel együtt)
- Charles Bolden (4), parancsnok
- Kenneth Reightler (2), pilóta
- Jan Davis (2), küldetésfelelős
- Ronald Sega (1), küldetésfelelős
- Franklin Chang Diaz (4), küldetésfelelős
- Szergej Krikaljov (3), küldetésfelelős –  (RKA, Oroszország)

### Visszatérő  személyzet
- Charles Frank Bolden (4), parancsnok
- Kenneth Stanley Reightler (2), pilóta
- Nancy Jan Davis (2), küldetésfelelős
- Ronald Sega (1), küldetésfelelős
- Franklin Chang Diaz (4), küldetésfelelős
- Szergej Konsztantyinovics Krikaljov (3), küldetésfelelős